# Palpoctenidia conspicuaria
Palpoctenidia conspicuaria là một loài bướm đêm trong họ Geometridae.